# Protoindoevropejci
Protoindoevropejci so predlagana prazgodovinska etnolingvistična skupina z območja Evrazije, ki je govorila praindoevropejščino, ki je jezikoslovno rekonstruirani skupni predhodnik indoevropskim jezikom.
Znanje o njih izhaja predvsem iz jezikovne rekonstrukcije ter materialnih arheoloških in arheogenetskih dokazov. Protoindoevropejci so verjetno živeli v poznem neolitiku (6.400-3.500 let pr. n. št.). Vodilni znanstveniki jih v okviru kurganske hipoteze umeščajo v Pontsko-kaspijsko stepo v Evraziji, ki se se razteza od severovzhodne Bolgarije in jugovzhodne Romunije, prek Moldavije ter južne in vzhodne Ukrajine, prek severnega Kavkaza v južni Rusiji in območja spodnje Volge v zahodnem Kazahstanu. Nekateri arheologi praindoevropejščino umeščajo tudi v obdobje srednjega neolitika (5500 do 4500 pr. n. št.) ali celo zgodnjega neolitika (7500 do 5500 pr. n. št.) in predlagajo alternativne teorije.
Do začetka drugega tisočletja pred našim štetjem so se potomci Praindoevropejcev razširili daleč po vsej Evraziji, vključno z Anatolijo (Hetiti), Egejskim morjem (jezikovni predniki mikenske Grčije), severom Evrope (kutlura progastega blaga), robovi Srednje Azije (kultura Jamna) in južno Sibirijo (kultura Afanasjevo).

## Opredelitev
Po mnenju filologa Martina L. Westa Indoevropejci niso ljudstvo v etničnem ali rasnem pomenu, ampak jezikovna skupnost zveze posameznih klanov in plemen, ki so živeli na skupnem omejenem prostoru.
V znanosti se termin 'Praindoevropejec' uporablja za pripadnike skupine govorcev rekonstruiranega jezika, se izraz lahko nanaša tudi na katerokoli zgodovinsko ljudstvo z indoevropskim jezikom.